# Doratura
Doratura — род цикадок из отряда полужесткокрылых (Chiasmini).

## Описание
Цикадки размером 3-5 мм. Умеренно стройные, слегка дорсовентрально уплощенные, обычно короткокрылые, темя плоское. Для СССР указывалось 16 видов.
- Doratura arenicola  Logvinenko, 1975
- Doratura astrachanica Vilbaste, 1961
- Doratura concors Horváth, 1903
- Doratura exilis Horváth, 1903
- Doratura heterophyla Horváth, 1903
- Doratura homophyla (Flor, 1861)
- Doratura horvathi  Wagner, 1939
- Doratura iblea  D'Urso, 1983
- Doratura impudica  Horváth, 1897
- Doratura ivanovi  Kusnezov, 1928
- Doratura kusnezovi  Vilbaste, 1961
- Doratura littoralis  Kuntze, 1937
- Doratura medvedevi  Logvinenko, 1961
- Doratura paludosa  Melichar, 1897
- Doratura salina  Horváth, 1903
- Doratura stylata  (Boheman, 1847)
- Doratura venata  Dlabola, 1959